# Chất nhiễm sắc

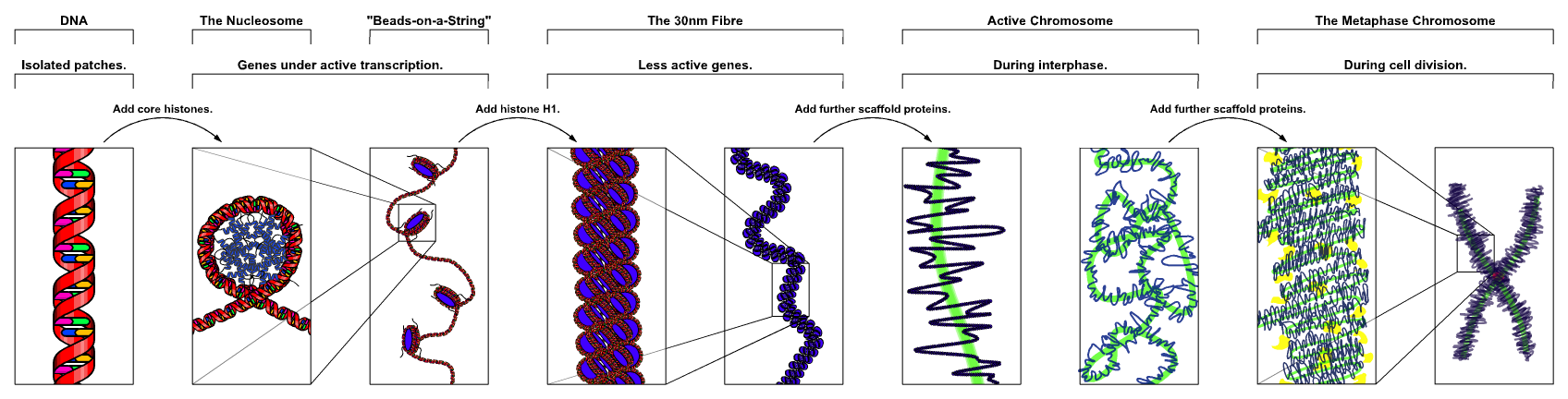
Các cấu trúc chính trong quá trình nén DNA: DNA, nucleosome, sợi "các hạt-trên-một-chuỗi" 10 nm, sợi chất nhiễm sắc 30nm và kỳ giữa nhiễm sắc thể.

Chất nhiễm sắc là một phức hợp DNA, RNA và protein được tìm thấy trong các tế bào nhân chuẩn. Chức năng chính của nó là đóng gói các phân tử DNA rất dài thành hình dạng nhỏ gọn và đậm đặc hơn, ngăn cản các sợi bị rối và đóng vai trò quan trọng trong việc củng cố DNA trong quá trình phân chia tế bào, ngăn ngừa tổn thương DNA và điều chỉnh sự biểu hiện gen và sao chép DNA. Trong quá trình nguyên phân và giảm phân, chất nhiễm sắc tạo điều kiện phân biệt thích hợp các nhiễm sắc thể trong kì sau; các hình dạng đặc trưng của nhiễm sắc thể có thể nhìn thấy trong giai đoạn này là kết quả của DNA bị cuộn vào các mạng nhiễm sắc thể rất đặc.
Các thành phần protein chính của nhiễm sắc tố là các histone, liên kết với DNA và hoạt động như "neo" xung quanh đó các sợi bị thương. Nói chung, có ba mức độ tổ chức nhiễm sắc thể:
1. DNA quấn quanh histone, tạo thành các nucleosome, từ đó taọ nên sợi cơ bản.
2. Sợi cơ bản xoắn cuộn nhiều cấp. [a]
3. Cấp độ cao nhất là tạo ra crômatit trong nhiễm sắc thể kỳ giữa.

Tuy nhiên, nhiều sinh vật không theo kế hoạch tổ chức này. Ví dụ, tinh trùng và hồng cầu chim có nhiễm sắc thể đóng gói chặt chẽ hơn hầu hết các tế bào nhân chuẩn, và trypanosomatida động vật nguyên sinh không ngưng tụ chất nhiễm sắc của chúng vào các nhiễm sắc thể nhìn thấy được. Các tế bào sinh vật nhân sơ có cấu trúc hoàn toàn khác nhau để tổ chức DNA của chúng (tương đương nhiễm sắc thể prokaryotic được gọi là genophore và được bản địa hoá trong vùng nucleoid).
Cấu trúc tổng thể của mạng chromatin tiếp tục phụ thuộc vào giai đoạn của chu kỳ tế bào. Trong kỳ trung gian, chất nhiễm sắc có cấu trúc lỏng lẻo để cho phép truy cập RNA và DNA polymerase mà phiên mã và tái tạo DNA. Cấu trúc địa phương của nhiễm sắc thể trong thời gian interphase phụ thuộc vào gen cụ thể hiện diện trong DNA. Các vùng DNA chứa các gen được phiên mã tích cực ("bật") ít chặt chẽ chặt chẽ và liên kết chặt chẽ với RNA polymerase trong cấu trúc được gọi là vùng nguyên nhiễm sắc, trong khi các khu vực có gen không hoạt động ("tắt") ngưng tụ và liên kết với các protein cấu trúc trong vùng dị nhiễm sắc. Biểu sinh việc sửa đổi các protein cấu trúc trong nhiễm sắc tố thông qua methyl hóa và acetyl hóa cũng làm thay đổi cấu trúc chất nhiễm sắc cục bộ và do đó biểu hiện gen. Cấu trúc của mạng lưới chất nhiễm sắc hiện chưa được hiểu rõ và vẫn là một lĩnh vực nghiên cứu tích cực trong sinh học phân tử.